# Španski capriccio (Rimski-Korsakov)
Španski capriccio (rusko: Каприччио на испанские темы; dobesedno: Capriccio na španske teme) je simfonično delo Nikolaja Rimskega-Korsakova, op. 34.
Okviren čas trajanja: 16 minut
V avtobiografskem delu Moje glasbeno življenje je Nikolaj Rimski Korsakov zapisal: »Leta 1886 sem imel veliko veselja s Fantazijo na ruske teme za violino in orkester in zamislil sem si še eno virtuozno skladbo za violino in orkester, tokrat po španskih motivih. Po prvih skicah pa sem se odločil za virtuozno instrumentirano skladbo za orkester, ki naj bi se kar iskrila od barv ...«.
Mnogo bolj kot v glasbeni tvarini te bleščeče kompozicije, ki v celoti izhaja iz španskega izročila in ustaljenih obrazcev romantične dobe, je njeno bistvo v mojstrski razdelitvi vlog, v instrumentaciji. Izbira melodičnih in ritmičnih vzorcev docela ustreza posameznim inštrumentom, kratke virtuozne kadence jemljejo mero orkestrskim solistom in vsaka instrumentalna skupina se lahko izkaže. Španski capriccio v celoti igra na zunanji blišč in je v tem zelo učinkovita skladba. Sestavlja ga petih kratkih stavkov, razporejenih v dva večja odseka. V prvem se zvrstijo ognjevita Alborada za celoten orkester, niz petih variacij na temo, ki jo predstavijo rogovi in ponovitev Alborade v duhovito zamenjani instrumentaciji (solo klarineta sedaj odigrajo prve violine, kadenca violine se oglasi v klarinetu itd.). Drugi del prične Prizor, sestavljen iz petih kadenc za različne solistične inštrumente, ki naj bi odtehtale pet variacij iz prvega dela skladbe. Sledi zasanjana Ciganska pesem v godalih, ki jo prekine asturski Fandango, v katerem se zvrstijo melodije iz prejšnjih delov skladbe, nato pa se stopnjuje v viharni finale.
Španski capriccio je bil prvič izveden pod vodstvom skladatelja 31. oktobra 1887 v Sankt Peterburgu in ob tej priliki je Rimskemu-Korsakovu čestital sam Čajkovski. Pisal mu je: »Vaš Španski capriccio je resnična mojstrovina instrumentacije. Po pravici se lahko imate za največjega mojstra našega časa.« Pismu je priložil srebrn lovorov venec. Glasbeniki iz orkestra so že med vajami ploskali skladatelju, navdušeno občinstvo pa je po končani prvi izvedbi zahtevalo in doseglo ponovitev Capriccia. Ko je izšla njegova partitura, Rimski Korsakov dela ni posvetil orkestru, temveč vsakemu posameznemu glasbeniku v njem in je tudi vse navedel z imenom, očetovim imenom in priimkom po ruski navadi.   

## Zasedba orkestra
2 flavti, piccolo, 2 oboi (ena spreminja v angleški rog), 2 klarineta, 2 fagota, 4 rogovi, 2 trobenti, 3 pozavne, tuba, timpani, tolkala, harfa, godala

## Stavki
Skladbo sestavlja pet stavkov:
1. Alborada
2. Variazioni
3. Alborada
4. Scena e canto gitano (Ciganska pesem)
5. Fandango asturiano